# Сполетино (Витербо)
Сполетино је насеље у Италији у округу Витербо, региону Лацио.
Према процени из 2011. у насељу је живело 36 становника. Насеље се налази на надморској висини од 149 м.